# Swing High

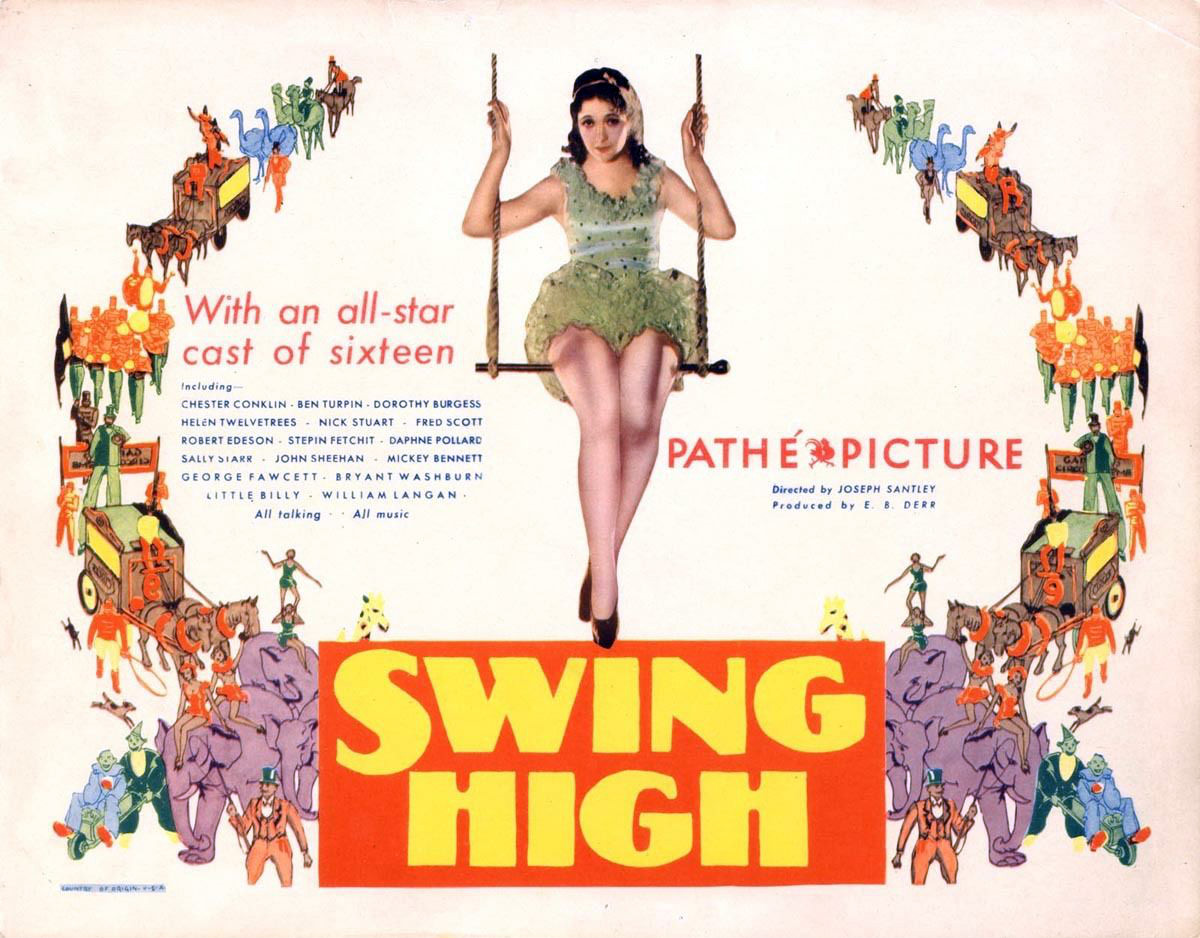
Carte promotionnelle du film.

Swing High est un film américain pré-Code réalisé par Joseph Santley et sorti en 1930.

## Synopsis
Afin d'éviter des ennuis, Maryan, la pupille de Doc May, incite Pop Garner, propriétaire de cirque, à s'associer à son tuteur. Doc May et Daphné, sa femme, travaillent comme clowns ;  Garry, un soldat chante pendant le numéro de Maryan. Ruth, la partenaire de Maryan, démissionne pour se marier ; et Joe, jaloux de Garry, la remplace par Trixie, son ancienne assistante. Lorsque Garry annonce ses fiançailles avec Maryan, Trixie le persuade de participer à une partie de strip poker en état d'ébriété et le « compromet » en présence de sa fiancée. Frappée de chagrin, Maryan tombe pendant son numéro et Garry, est arrêté. Malgré ses blessures, Maryan, apprenant la trahison de Trixie, force des aveux en menaçant de la laisser tomber ; Garry est finalement libéré.

## Fiche technique
- Réalisation : Joseph Santley
- Scénario : James Seymour, Ray McCarey, Joseph Santley
- Producteur : E.B. Derr (en)
- Photographie : David Abel
- Décors : Carroll Clark[2]
- Montage : Daniel Mandell
- Musique : Josiah Zuro
- Genre : Film de cirque avec chansons[1]
- Production : Pathé Exchange
- Durée : 95 minutes
- Date de sortie : 
  - États-Unis : 18 mai 1930

## Distribution

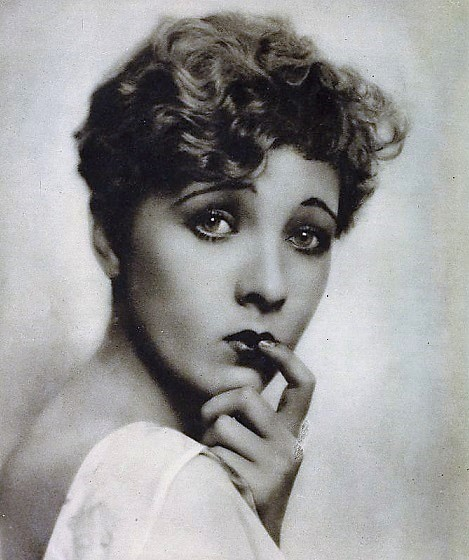
Helen Twelvetrees en 1929.

- Helen Twelvetrees : Maryan Garner
- Fred Scott : Garry
- Dorothy Burgess : Trixie
- John Sheehan : Doc May
- Daphne Pollard : Mrs. May
- George Fawcett : Pop Garner
- Bryant Washburn : Ringmaster Joe
- Nick Stuart : Billy
- Sally Starr : Ruth
- 'Little Billy' Rhodes : Major Tiny
- William Hall : Babe
- Stepin Fetchit : Sam
- Chester Conklin : Sheriff
- Ben Turpin : Bartender
- Robert Edeson : le docteur
- Mickey Bennett : Mickey
- Dannie Mac Grant : le petit garçon
- Clarence Muse : chanteur
- Rolfe Sedan : Trouper